# Huset Capet
Huset Capet, Det Capetinske Dynasti eller Capetingerne er et europæisk fyrstehus med oprindelse i Frankerriget. Det er en af Europas mest indflydelsesrige fyrstelige slægter med grene, der har regeret i Frankrig, Portugal, Spanien, Napoli, Sicilien, Parma og Luxembourg.

## Historie
Capetingerne afløste karolingerne på den fransk trone, da Hugo Capet blev konge. Med ham kom capetingerne endeligt til magten, men allerede Hugos bedstefar Robert og dennes broder Odo (fransk: Eudes) havde været konge. Hovedlinjen (de direkte capetinger) styrede Frankrig 987-1328. Men også alle Frankrigs senere konger var medlemmer af Huset Capet, idet de tilhørte de capetinske sidegrene Valois og Bourbon, der regerede Frankrig helt frem til 1848, afbrudt af den franske revolution.
I dag regerer capetingerne i Spanien og Luxembourg.
Under Den Franske Revolution kaldtes den afsatte Kong Ludvig 16. som Borger Capet.

## Eksterne links
- Wikimedia Commons har flere filer relateret til Huset Capet